# 波木はるか
波木 はるか（なみき はるか、1993年7月7日 - ）は、日本の元AV女優。GFT所属。

## 略歴・人物
東京都出身。趣味は掃除、特技は水泳。
2015年3月、「一ノ瀬はるか（いちのせ はるか）」の芸名でエスワン専属女優としてAVデビュー。5作品に出演。
同年8月30日の公式ブログで、10月にマックス・エーから「波木はるか」として再デビューすることを発表。
2017年12月よりケイ・エム・プロデュースのレーベル「宇宙企画」の専属となった。
2019年4月12日、自身のTwitterにて、同年6月2日をもってAVからの引退を発表。

## 出演作品

### アダルトDVD

#### 一ノ瀬はるか 名義
| 発売日 | タイトル                                | 規格   | 品番      | メーカー      | 備考        |
| 2015年 | 2015年                                  | 2015年 | 2015年    | 2015年        | 2015年      |
| ------ | --------------------------------------- | ------ | --------- | ------------- | ----------- |
| 3月7日 | 新人 NO.1 STYLE 一ノ瀬はるか AVデビュー | DVD    | SNIS-359  | S1 NO.1 STYLE | ※デビュー作 |
| 3月7日 | 新人 NO.1 STYLE 一ノ瀬はるか AVデビュー | BD     | 9SNIS-359 | S1 NO.1 STYLE | ※デビュー作 |
| 4月7日 | 一ノ瀬はるか、イキます。 初体験4本番    | DVD    | SNIS-379  | S1 NO.1 STYLE |             |
| 5月7日 | おま○こ、くぱぁ。                       | DVD    | SNIS-401  | S1 NO.1 STYLE |             |
| 6月7日 | 超高級風俗嬢                            | DVD    | SNIS-422  | S1 NO.1 STYLE |             |
| 7月7日 | 交わる体液、濃密セックス                | DVD    | SNIS-443  | S1 NO.1 STYLE |             |

#### 再デビュー後
| 発売日   | タイトル | 規格   | 品番     | メーカー                          | 備考                                   |
| 2015年   | 2015年 | 2015年 | 2015年   | 2015年                            | 2015年                                 |
| -------- | --- | ------ | -------- | --------------------------------- | -------------------------------------- |
| 10月23日 | 誕生 波木はるか | DVD    | XVSR-094 | MAX-A                             | ※「波木はるか」改名後の再デビュー作    |
| 11月27日 | ボクの彼女はAV女優♥ | DVD    | XVSR-102 | MAX-A                             |                                        |
| 2016年   | |        |          |                                   |                                        |
| 3月11日  | 官能小説 息子の嫁 〜淫ら嫁のお願い〜 | DVD    | XVSR-123 | MAX-A                             |                                        |
| 5月27日  | 軟派即日セックス Hちゃん (22歳) コンビニバイト | DVD    | SUPA-006 | S級素人                           | ※「Hちゃん」名義                       |
| 5月27日  | 完全女体観察4時間スペシャル 2 | DVD    | SUPA-007 | S級素人                           |                                        |
| 7月29日  | 最高の愛人と、最高の中出し性交。1 | DVD    | SGA-060  | PRESTIGE                          | ※「はるか」名義                        |
| 8月19日  | 地元のバーで見つけた店員を酔わせてラブホに連れ込み寝ている間に勝手に挿入、起きたら自らチ○ポをまさぐるフェラ好き即尺ヤリマンだった                                                                              | DVD    | YRMN-030 | ヤリマン伝説                      | ※「はるか」名義                        |
| 8月26日  | 変態すぎるド素人娘スペシャル 2 | DVD    | SUPA-057 | S級素人                           |                                        |
| 10月7日  | ひたすら顔射 ひたすらシリーズ No.006 | DVD    | HIZ-006  | PRESTIGE                          |                                        |
| 10月14日 | 現役女子大生ナマ中出しライフ 7 | DVD    | SUPA-074 | S級素人                           |                                        |
| 11月4日  | 募集ちゃんTV×PRESTIGE PREMIUM 14 | DVD    | BCV-014  | PRESTIGE                          |                                        |
| 11月11日 | ナンパTV×PRESTIGE 萌えコスSPECIAL 01 | DVD    | NPV-010  | PRESTIGE                          |                                        |
| 11月25日 | ラグジュTV×PRESTIGE PREMIUM 04 | DVD    | LXV-005  | PRESTIGE                          | ※「高野春香」名義                      |
| 12月9日  | 生中出し若妻ナンパ! 23 | DVD    | SUPA-100 | S級素人                           |                                        |
| 12月23日 | 男に弄ばれたいと願う従順女子校生〜とびきり可愛い美少女に生中出し | DVD    | MDTM-210 | ケイ・エム・プロデュース/宇宙企画 |                                        |
| 2017年   | |        |          |                                   |                                        |
| 1月20日  | わがままSっ娘中出し美少女女子校生 | DVD    | TBTB-077 | クリスタル映像/テクノブレイク     |                                        |
| 1月27日  | 学園イチ可愛い学級委員長はめちゃくちゃエッチな中出し美少女 | DVD    | MDS-857  | ケイ・エム・プロデュース/宇宙企画 |                                        |
| 1月27日  | ナンパTV×PRESTIGE PREMIUM 09 | DVD    | NPV-011  | PRESTIGE                          |                                        |
| 2月10日  | 可愛すぎるコスプレでアナタのオナニー完全サポート | DVD    | MDTM-223 | ケイ・エム・プロデュース/宇宙企画 |                                        |
| 2月17日  | ひたすら汗 No.016 | DVD    | HIZ-016  | PRESTIGE                          |                                        |
| 2月24日  | 新・絶対的美少女、お貸しします。 ACT.68 | DVD    | CHN-129  | PRESTIGE                          |                                        |
| 3月10日  | むっちりプニプニ尻フェチ美少女 | DVD    | MDTM-229 | ケイ・エム・プロデュース/宇宙企画 |                                        |
| 3月10日  | 寝取らせ… 背徳感で激しく乱れる俺の知らない清楚妻 | DVD    | TBTB-080 | クリスタル映像/テクノブレイク     |                                        |
| 3月10日  | 素人女子大生限定! パンティ素股でカチカチち●ぽがアソコに擦れて赤面発情! クロッチは恥ずかし汁まみれ! そのまま生で擦り合わせて、ヌルヌルワレメに結局つるんっと入って生中出し!! 5 〜連続中出し子宮ザーメンまみれ編 | DVD    | SABA-253 | S級素人                           |                                        |
| 3月24日  | 変態すぎるド素人娘スペシャル 4 | DVD    | SUPA-148 | S級素人                           |                                        |
| 4月14日  | 全部丸見え! 超肉眼中出しエロティシズム | DVD    | MKMP-151 | ケイ・エム・プロデュース/Million  |                                        |
| 4月28日  | プラチナ級 素人清楚妻による一生思い出に残り続ける優しい童貞筆おろし 2 | DVD    | SABA-262 | S級素人                           |                                        |
| 5月25日  | 本気で赤面する、美少女の放尿!! | DVD    | XVSR-233 | MAX-A                             |                                        |
| 6月2日   | 変態ぴ〜ぷる 1 | DVD    | AKA-038  | PRESTIGE                          |                                        |
| 6月9日   | 殿堂! スーパーアイドル4時間 波木はるか | DVD    | MKMP-171 | ケイ・エム・プロデュース/Million  | ※単体ベスト                            |
| 6月23日  | 絶対に予約の取れない本番し放題のNo.1女子校生風俗嬢 | DVD    | MDS-870  | ケイ・エム・プロデュース/宇宙企画 |                                        |
| 6月30日  | 奴隷志願 | DVD    | TKI-054  | MAD                               |                                        |
| 7月21日  | ドキュメンTV×PRESTIGE PREMIUM 家まで送ってイイですか? 08 | DVD    | DCV-008  | PRESTIGE                          | ※「ななこ」名義                        |
| 7月28日  | 学園で中出ししよっ♥ | DVD    | MDTM-264 | ケイ・エム・プロデュース/宇宙企画 |                                        |
| 8月11日  | 潜入捜査官 | DVD    | MKMP-182 | ケイ・エム・プロデュース/Million  |                                        |
| 8月13日  | W快感! ねっとり乳首舐め&クイック手コキ | DVD    | MIAE-107 | MOODYZ                            |                                        |
| 8月16日  | 家の中を水着姿のままウロウロする妹にマッサージしていたら… あまりにも良いカラダだったので我慢できず半ば同意の上で中出しSEXしてしまった僕。                                                                      | DVD    | MXGS-984 | MAXING                            |                                        |
| 8月17日  | お尻大好き しょう太くんのHなイタズラ 図書館で働く桃尻お姉さん編 | DVD    | GVG-534  | グローリークエスト                |                                        |
| 8月24日  | マジックミラー号 波木はるか 心花ゆら Wマ○コでやさし〜く童貞筆おろし! | DVD    | SDMU-668 | SODクリエイト                     |                                        |
| 9月1日   | 触手狂い | DVD    | AVOP-323 | ケイ・エム・プロデュース/Million  | ※「AV OPEN 2017」マニア部門1位獲得作品 |
| 9月7日   | お姉ちゃんのリアル性教育 | DVD    | GVG-544  | グローリークエスト                |                                        |
| 9月7日   | 本気ではしご酒 | DVD    | SDMU-697 | SODクリエイト                     |                                        |
| 9月8日   | ねえ、妊娠させてよ♥ 孕みたがる中出し美少女 | DVD    | MDTM-276 | ケイ・エム・プロデュース/宇宙企画 |                                        |
| 9月8日   | イクイク♥早漏妹と排卵日子作り生活 ACT.002 | DVD    | XRW-358  | ケイ・エム・プロデュース/REAL     |                                        |
| 9月19日  | キメパコ妊娠! 美少女なのに媚薬を飲まされ理性崩壊ドスケベジャンキー中出しオナドール! | DVD    | TIKB-016 | チキチキカマー                    |                                        |
| 10月6日  | 寝トラセ妻 勃起不全EDの私は、週末ホテルで最愛の妻を他人に抱かせている姿を撮影している。 | DVD    | ONEZ-097 | PRESTIGE                          | ※「はるか」名義                        |
| 10月13日 | 新放課後美少女回春リフレクソロジー+ Vol.005 | DVD    | MDTM-286 | ケイ・エム・プロデュース/宇宙企画 |                                        |
| 10月13日 | DOPYUMENTAL ～ドピュメンタル～ | DVD    | MKMP-200 | ケイ・エム・プロデュース/Million  |                                        |
| 10月13日 | 禁断のポルチオ&スペンス乳腺 アンチエイジングオイルマッサージ店ガチ盗撮 VOL.002 | DVD    | SCPX-231 | ケイ・エム・プロデュース/SCOOP    |                                        |
| 10月27日 | 「この娘…犯したい…」 VOL.006 真面目な私立女子校生がSEX中毒淫乱女に堕ちる時。 | DVD    | BAZX-096 | ケイ・エム・プロデュース/BAZOOKA  |                                        |
| 11月1日  | 人妻自宅盗撮 監視された私生活 | DVD    | RBD-865  | ATTACKERS                         |                                        |
| 11月3日  | 濃密な接吻と本気の性交。 VOL.001 | DVD    | ONEZ-105 | PRESTIGE                          |                                        |
| 11月7日  | 美脚でウブな女子大生限定企画! 早漏くんのSEXの練習相手になってください。 ドキドキ素股だけのはずがヌプっと入って優しく騎乗位ナマ中出し!                                                                          | DVD    | NNPJ-256 | ナンパJAPAN                       | ※「りさ」名義                          |
| 11月10日 | 1vs1 ノーカット1本勝負SEX 4本番 VOL.004 | DVD    | BAZX-098 | ケイ・エム・プロデュース/BAZOOKA  |                                        |
| 11月24日 | 人気AV女優波木はるか×アニメコスプレ 〜本能剥き出しディープキス中出し性交〜 | DVD    | TPRO-006 | TMA                               |                                        |
| 11月24日 | Myselfプロデュース。AV女優波木はるか (24歳) 〜私が最高に興奮する理想のビデオ作ってくれませんか?〜 | DVD    | AYMD-001 | 個性派Director's                  |                                        |
| 11月25日 | 本気で勝負!? Hな勝負に勝てば波木はるかに生中出しSEX!! | DVD    | XVSR-299 | MAX-A                             |                                        |
| 12月8日  | 女神降臨 | DVD    | MDTM-309 | ケイ・エム・プロデュース/宇宙企画 |                                        |
| 2018年   | |        |          |                                   |                                        |
| 1月12日  | 天から舞い降りた宇宙少女 波木はるかが僕の彼女だったら… | DVD    | MDTM-316 | ケイ・エム・プロデュース/宇宙企画 |                                        |
| 1月12日  | ちんシャブ乙女倶楽部 ごっくんスペシャル | DVD    | ONGP-134 | ケイ・エム・プロデュース/REAL     |                                        |
| 1月25日  | はるかは淫らな僕の女神。 波木はるか4時間 | DVD    | XVSR-333 | MAX-A                             | ※単体ベスト                            |
| 2月9日   | 波木はるかのエロテクに耐えたら10万円差し上げます | DVD    | MDTM-330 | ケイ・エム・プロデュース/宇宙企画 |                                        |
| 3月9日   | 溢れ出る体液 密着濃厚SEX | DVD    | MDTM-337 | ケイ・エム・プロデュース/宇宙企画 |                                        |
| 4月13日  | 従順性奴隷 ～言いなり女学生 | DVD    | MDTM-348 | ケイ・エム・プロデュース/宇宙企画 |                                        |
| 5月11日  | 女神にぶっかけ 濃すぎるザーメン大量顔射 | DVD    | MDTM-360 | ケイ・エム・プロデュース/宇宙企画 |                                        |
| 6月8日   | 勃起改善マッサージの出来る回春メンズエステサロンへようこそ | DVD    | MDTM-372 | ケイ・エム・プロデュース/宇宙企画 |                                        |
| 6月19日  | 【どちゃくそシコい】 たっぷり4時間マジあげぽよ～! 鬼きゃわたん娘に媚薬を飲ませて孕ませキメパコ! 脳みそバグってマジつらみ～www                                                                                  | DVD    | TIKB-028 | 妄想族/チキチキカマー             |                                        |
| 7月13日  | 乳首をムギュっと震えイキっ 超敏感勃起ビーチクねじ回しSEX | DVD    | MDTM-384 | ケイ・エム・プロデュース/宇宙企画 |                                        |
| 8月10日  | 学園で中出し10連発 | DVD    | MDTM-399 | ケイ・エム・プロデュース/宇宙企画 |                                        |
| 9月14日  | 初剃毛パイパンマ●コで超接写SEX | DVD    | MDTM-410 | ケイ・エム・プロデュース/宇宙企画 |                                        |
| 10月12日 | 超発汗美少女 汗かき汗だくズコバコSEX | DVD    | MDTM-426 | ケイ・エム・プロデュース/宇宙企画 |                                        |
| 11月9日  | 野外露出で声我慢 興奮するカラダ | DVD    | MDTM-442 | ケイ・エム・プロデュース/宇宙企画 |                                        |
| 12月14日 | JOIオナサポ淫語 おち●ぽシコらせ美少女 | DVD    | MDTM-453 | ケイ・エム・プロデュース/宇宙企画 |                                        |
| 2019年   | |        |          |                                   |                                        |
| 1月11日  | ぜ～んぶ中出し女子●生風俗フルコース | DVD    | MDTM-467 | ケイ・エム・プロデュース/宇宙企画 |                                        |
| 2月8日   | ハルカルーペでおチ●ポだ～いすき | DVD    | MDTM-485 | ケイ・エム・プロデュース/宇宙企画 |                                        |
| 3月8日   | 追い精子で妊娠確定! ようこそ中出しメイド | DVD    | MDTM-495 | ケイ・エム・プロデュース/宇宙企画 |                                        |
| 4月12日  | 美少女伝説 | DVD    | MDTM-505 | ケイ・エム・プロデュース/宇宙企画 | ※単体ベスト                            |
| 5月17日  | 女神引退 | DVD    | MDTM-517 | ケイ・エム・プロデュース/宇宙企画 | ※引退作                                |

### イメージDVD
波木はるか 名義
| 発売日 | タイトル                 | 規格   | 品番      | メーカー | 備考   |
| 2017年 | 2017年                   | 2017年 | 2017年    | 2017年   | 2017年 |
| ------ | ------------------------ | ------ | --------- | -------- | ------ |
| 6月1日 | Haruka 遥か、君とともに… | DVD    | REBD-240  | REbecca  |        |
| 6月1日 | Haruka 遥か、君とともに… | BD     | REBDB-226 | REbecca  |        |

### アダルトVR
波木はるか 名義
2017年
- わたしの恥ずかし制服オナニー（2月24日、KMPVR）
- 私のお部屋でエッチしようよ（2月24日、KMPVR）
- はるかのにゃんにゃんSEX（2月24日、KMPVR）
- お兄ちゃんとパジャマでセックス（2月24日、KMPVR）
- Mr.ダンディの一発大量顔射（2月24日、KMPVR）
- 拘束M女に玩具責め（2月24日、KMPVR）
- ローション超肉感SEX（2月24日、KMPVR）
- 主観でたっぷり味わう甘えん坊美少女はるかのフェラパイズリ（3月3日、KMPVR）
- た〜っぷりベロチューしながら制服でたっくさんHしちゃお（3月3日、KMPVR）
- 絶対に予約の取れないNo.1女子校生風俗嬢とたっぷりベロチューして密着生中出しSEX（4月30日、KMPVR）
- はるかちゃんの寝顔を独り占め! 夢の添い寝でたっぷりイタズラ&フェラチオコース（4月30日、KMPVR）
- 男を虜にする腰使いハンパないSEX（5月24日、KMPVR）
- ベロキス多めのぬぷぬぷ中出しSEX（5月24日、KMPVR）
- 美少女ソープで超神対応SEX（5月24日、KMPVR）
- だいしゅき♥ 女子校生の抱きしめ中出しSEX（6月1日、KMPVR）
- 童貞を殺すセーターで優しく筆おろしSEX（6月15日、KMPVR）
- 美人女将とナイショで生中出しSEX（7月14日、KMPVR）
- いいなり美少女陵辱中出し3P（7月21日、KMPVR）
- 波木はるかとたっぷり中出し3連発♥夢のラブラブ温泉VRデート（8月1日、KMPVR）
- 超絶W美少女 ブルマで中出しSEX特訓（8月2日、KMPVR）
- 超絶W美少女 チ●ポ奪い合い生ハメ女子校生（8月2日、KMPVR）
- JKギャル生中出し援交SEX（8月7日、KMPVR）
- 中出しで契約成立!美人セールスレディの枕営業（8月7日、KMPVR）
- 初めての援交…従順マ●コに3連続中出しSEX（8月8日、KMPVR）
- 可愛いOLとイケない社内不倫SEX（8月8日、KMPVR）
- 高画質VR 波木はるか 生中出し 出会って7秒で即挿入!汗だくSEX（8月22日、ブイワンVR）
- お客様は神様です!クレーム対応で自宅に訪れたOLに生中出し!（9月1日、KMPVR）
- 顔だけでもヌケる2人の女子校生にお呼ばれされ、迫られ生ハメお泊り3P（9月12日、KMPVR）
- 高画質VR 波木はるか 生中出し 連続3発射 ノーカットSEX（9月16日、ブイワンVR）
- おまかせ腰振り中出しメイド（9月19日、KMPVR）
- ダメ見つかっちゃう! 彼女とカフェでこっそりSEX（12月15日、宇宙企画VR）

2018年
- かつてない放尿 恥じらいのSEX（1月19日、宇宙企画VR）
- 波木はるかとたっぷり中出し♥ 夢の温泉VRデート 浴衣姿でラブラブSEX（1月19日、宇宙企画VR）
- 波木はるかとたっぷり中出し♥ ラブラブ温泉VRデート 露天風呂ズコバコSEX（1月19日、宇宙企画VR）
- 波木はるかとたっぷり中出し♥ ラブラブドライブVRデートで密着カーSEX（1月19日、宇宙企画VR）
- 癒しの天使! 波木はるかと人生最後のご褒美昇天SEX（1月22日、宇宙企画VR）
- 幼馴染と布団の中でこっそり中出しSEX（1月25日、宇宙企画VR）
- 波木はるかと癒しの密着オイルマッサージ中出しSEX（2月5日、宇宙企画VR）
- 波木はるかとお家デート♥ イチャイチャ中出しSEX 【お好み焼き編】（2月8日、宇宙企画VR）
- 幼馴染はコスプレ好き 波木はるかとエロ水着で中出しSEX（2月10日、宇宙企画VR）

### アダルトグッズ
- kmp PREMIUM HOLE プレミアムホール 波木はるか（2017年5月31日、ケイ・エム・プロデュース）※非貫通オナホール
- ラフレシアカップ 波木はるか（2017年6月30日、ケイ・エム・プロデュース）※非貫通オナホール
- 美姫伝説 波木はるか (生写真＆ローション120ml付き)（2018年3月30日、ケイ・エム・プロデュース）※非貫通オナホール
- 美姫伝説 口劇舐上手 波木はるか（2018年8月31日、ケイ・エム・プロデュース）※非貫通オナホール

## 出演

### ウェブテレビ
- AV紳士　第3夜（2018年12月、ピクションシネマ）